# Florigen

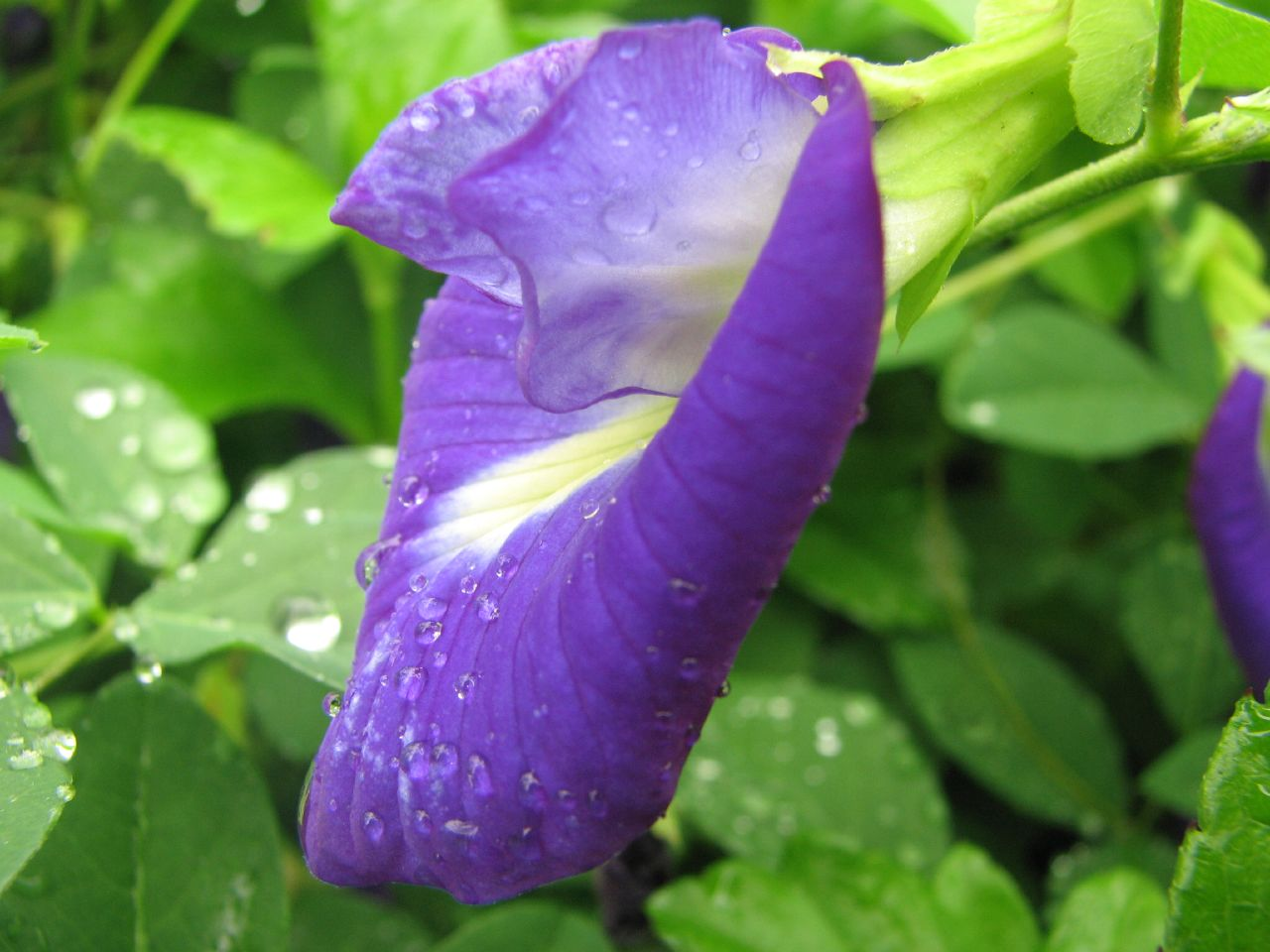
Florigen ma bezpośrednio wpływać na wykształcenie kwiatu

Florigen – hipotetyczny uniwersalny dla roślin hormon indukujący kwitnienie. Cząsteczka sygnałowa wywołująca wykształcenie kwiatów.
Hipotezę i nazwę dla substancji stworzył Michaił Czajłachian w roku 1937. Postulowano istnienie substancji indukującej kwitnienie, możliwość przekazania bodźca innym roślinom w wyniku szczepienia oraz możliwość wyizolowania substancji aktywnej. Pod koniec lat 70. XX wieku fizjolodzy roślin zaczęli poznawać złożoność procesu kwitnienia, co prowadziło do zmiany w poglądach. Odkryto wspólny wpływ wielu substancji na proces kwitnienia. Badania pozwoliły ustalić, że w indukcji kwitnienia biorą udział gibereliny, cytokininy, sacharoza, zredukowane związki azotu. Zidentyfikowano też wiele genów kontrolujących proces. Nazwa florigen stała się określeniem bodźca, który rozpoczyna proces tworzenia kwiatów w merystemie. Przyjmuje się, że sygnał rozpoczynający kwitnienie przenoszony jest z liści poprzez łyko do merystemu wierzchołkowego pędu, a cząsteczka sygnałowa jest białkiem.